# Władysław Reymont
Stanisław Władysław Rejment, conegut mundialment amb el pseudònim de Władysław Reymont (Kobiele-Wielkie, Polònia ocupada per Rússia - Varsòvia, 1925) fou un novel·lista polonès guardonat amb el Premi Nobel de Literatura l'any 1924.

## Biografia
Va néixer el 7 de maig del 1867 a la ciutat de Kobiele-Wielkie, situada en aquells moments en la Polònia ocupada per part de Rússia i que avui en dia pertany al voivodat polonès de Łódź. Fill d'un organista i d'una mare noble, aquests volien que Władysław es fes sacerdot, però ell tenia altres projectes. Va deixar el col·legi i va esdevenir actor de teatre i maquinista de ferrocarril, canviant sovint de lloc de residència. Va viatjar molt pel seu país i a través d'Europa, però la seva passió sempre va ser la literatura.
Va morir el 5 de desembre del 1925 a la ciutat de Varsòvia. Va ser enterrat al cementiri Powązki de Varsòvia, però el seu cor es conserva en un pilar de l'església de la Santa Creu de Varsòvia.

## Obra literària
L'any 1892, retornà a Varsòvia gràcies al fet que la seva Korespondencje (Correspondència), els escrits que havia realitzat durant els seus viatges entre diverses ciutats poloneses, foren acceptats per ser publicats al diari Głos ('La veu').
En observar que les seves històries curtes tenien bona acceptació per part del públic i la crítica, decidí escriure novel·les: Komediantka (El mentider, 1895) i Fermenty (Ferments, 1896). Inscrit en el corrent literari Polònia jove, entre 1904 i 1909 va escriure la seva obra més coneguda, Chłopi (Els camperols), dividida en quatre parts que duen els noms de les estacions de l'any. Aquesta obra el feu mereixedor del Premi Nobel de Literatura.
La concessió del Premi Nobel a Reymont no estigué exempta de polèmica, ja que en aquells moments es considerava Stefan Zeromski el millor candidat perquè un escriptor en llengua polonesa obtingués aquest premi, però el seu sentiment profundament antialemany el va poder apartar del premi.
L'últim llibre de Reymont, Bunt, primer publicat en relats breus el 1922 i, posteriorment, com a novel·la el 1924, descriu una revolució d'animals en la qual aquests assumeixen el control de la seva granja per introduir el concepte d'"igualtat", però la revolució ràpidament es transforma en abús i terror. La història és una metàfora òbvia a la Revolució Russa del 1917, i entre 1945 i 1989 fou prohibida per la Polònia comunista, juntament amb La revolta dels animals de George Orwell.

## Obra seleccionada

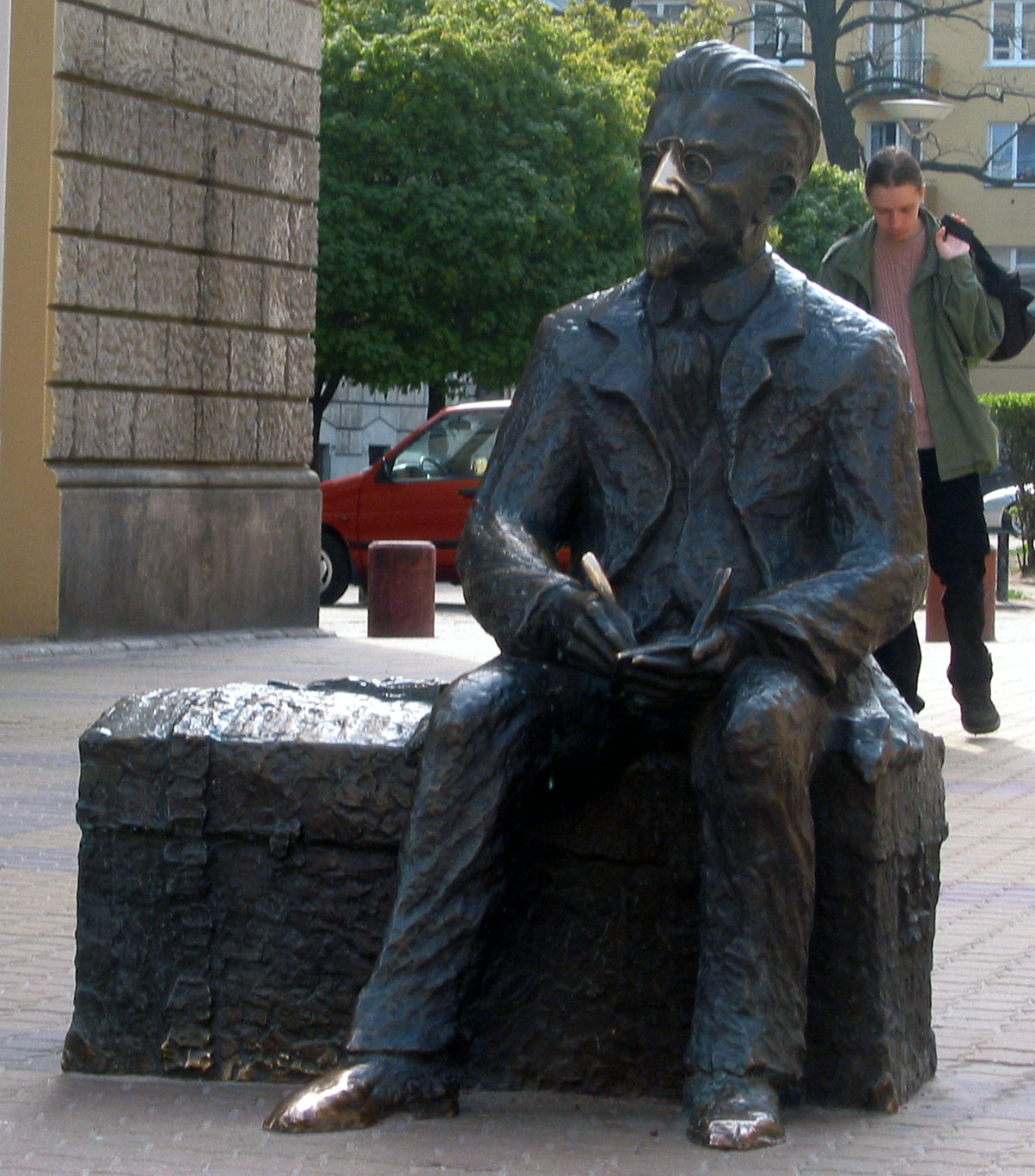
Monument a Reymont a la ciutat de Łódź

### Novel·la
- 1896: Komediantka
- 1987: Fermenty
- 1898: Ziemia obiecana
- 1904-1909: Chłopi
- 1911: Wampir - powieść grozy
- 1914-1919: Rok 1794
  - Part I: Ostatni Sejm Rzeczypospolitej
  - Part II: Nil desperandum
  - Part III: Insurekcja
- 1924: Bunt

### Reportatges
- 1894: Pielgrzymka do Jasnej Góry
- 1910: Z ziemi chełmskiej
- 1919: Z konstytucyjnych dni
- 1919: Za frontem

### Històries curtes
- 1893: Śmierć
- 1894: Suka
- 1895: Przy robocie
- 1895: W porębie
- 1897: Tomek Baran
- 1899: Sprawiedliwie
- 1908: Marzyciel